# Maison d'Ibelin
Pour les articles homonymes, voir Ibelin.
 (janvier 2015).
La famille Ibelin, d'origine relativement modeste, parvint à devenir l'une des plus puissantes familles nobles des royaumes croisés de Jérusalem et de Chypre

## Origine de la famille
Les Lignages d'Outremer prétendent que Barisan d'Ibelin, le fondateur de la famille était frère d'un « comte Guilin de Chartres » en France. Ce personnage est totalement inconnu, mais il a été rapproché de Guilduin, vicomte de Chartres, le fondateur de la famille du Puiset qui, décédé vers 1048, pourrait être un ancêtre de Barisian (et non pas son frère). Cette possibilité a été mise en doute : d'une part le témoignage est partiellement erroné, d'autre part, quand Hugues du Puiset se révolte contre le roi, Barisan, qui est son sénéchal déserte pour soutenir le roi, ce qui rend la parenté proche peu probable. Ce témoignage traduit peut-être le fait que Barisan ait commencé sa carrière dans la maison des Puiset.
On a aussi rapproché le prénom du plus ancien ancêtre connu (Barisan) de la ville italienne de Bari pour en déduire une origine italienne, mais sans plus de preuves.

## Première et seconde génération
Le plus ancien membre connu, Barisan, était apparemment un soldat au service du comte de Jaffa et devint, dans les années 1120, le connétable du comté. En égard de ses capacités et de sa loyauté, il épousa Helvis, héritière de l'importante et proche seigneurie de Rama.
Pour le récompenser de sa loyauté durant la révolte de son maître Hugues II du Puiset, comte de Jaffa, le roi Foulques lui confia le château d'Ibelin en 1141. Ibelin (actuelle Yavné) était un fief du comté de Jaffa, lui-même confisqué et rattaché au domaine royal après la révolte manquée d'Hugues. Du mariage de Barisan et d'Helvis naquirent Hugues, Baudouin, Balian, Ermengarde et Stéphanie. En plus de la terre d'Ibelin, la famille tint la seigneurie de Rama (héritée d'Helvis) et le fils cadet reçut la seigneurie de Naplouse quand il épousa Marie Comnène, la reine douairière. Balian fut le dernier à tenir ces territoires avant qu’ils ne soient conquis par Saladin en 1187.
La famille obtint rapidement une position de premier plan à Jérusalem. Dans le contexte du royaume croisé, une ascension rapide de la noblesse n'était pas aussi difficile qu'en Europe.

## Les Ibelin auXIIIesiècle
Les descendants de Balian furent parmi les nobles les plus puissants dans les royaumes de Jérusalem et de Chypre. Le fils aîné de Balian, Jean d'Ibelin, le « vieux seigneur de Beyrouth », était le chef de l'opposition à Frédéric II, empereur germanique, quand celui-ci tenta d'imposer l'autorité impériale sur les états croisés. La famille obtint brièvement le contrôle du château d'Ibelin quand, après la sixième croisade, des territoires furent rendus par traité aux chrétiens. Jean eut plusieurs enfants de Mélisende d'Arsouf, entre autres Balian, seigneur de Beyrouth, Baudouin, sénéchal de Chypre, un autre Jean seigneur d'Arsuf et connétable de Jérusalem et Guy, connétable de Chypre. Ce Balian se maria à Échive de Montbéliard et devint le père de Jean II de Beyrouth, qui épousa une fille de Guy Ier de La Roche, duc d'Athènes. Jean d'Arsuf devint le père de Balian d'Arsuf, qui se maria avec Plaisance d'Antioche. Guy le connétable fut le père d'Isabelle, qui se maria avec Hugues III de Chypre.
Le second fils de Balian Philippe, fut régent de Chypre au côté de sa nièce, la reine veuve Alice. De sa femme Alice de Montbéliard, Philippe eut Jean d'Ibelin, comte de Jaffa et d'Ascalon, régent du royaume de Jérusalem et auteur des Assises de Jérusalem, le plus important traité de lois du royaume croisé. Jean épousa Marie, sœur d'Héthoum Ier d'Arménie et fut le père de Jacques, comte de Jaffa et d'Ascalon et également un juriste renommé, et de Guy, qui épousa sa cousine germaine Marie, la fille d'Héthoum Ier.
Plusieurs membres de la famille s'installèrent dans le royaume de Chypre au début du XIIe siècle. La plupart de ceux qui restèrent émigrèrent au fur et à mesure que le royaume de Jérusalem était reconquis par les Musulmans. Il ne semble pas y avoir d'Ibelin qui se soient réfugiés dans un autre pays. À cette période, certains seigneurs de Gibelet, apparentés aux Ibelin sont connus comme des "Ibelin", peut-être à cause de la similitude des noms, peut-être à cause de leur ascendance maternelle commune.
Malgré leur modeste origine, les Ibelin s'allièrent dans la plus haute noblesse du royaume de Chypre des XIIIe siècle et XVe siècle, par exemple en apportant des épouses aux fils cadets, petits-fils et frères de rois (malgré la tendance des rois et de leurs fils cadets à rechercher des épouses d'extraction royale). Comme certains de ces cadets accédèrent au trône, des filles Ibelin devinrent parfois reines. Les Ibelin évoluèrent et se marièrent parmi les plus hauts cercles nobles de Chypre, parmi  des familles comme les Montfort, les Dampierre, les Brunswick, les (Antioche)-Lusignan, les Montbéliard et les Gibelet. Ils se marièrent aussi entre différentes branches des Ibelin. Ils avaient, bien sûr, beaucoup d'ancêtres illustres : Marie Comnène était issue de la dynastie impériale byzantine du même nom et était apparentés aux rois de Géorgie, d'Arménie et de Bulgarie.
Lorsque le royaume de Chypre disparut au XVe siècle, les documents cessèrent de les mentionner.

## Généalogie
```
Balian d'Ibelin (mort en 1151)
, seigneur d'Ibelin et de Rama
X Helvis, fille de 
Baudouin
, 
seigneur de Rama
, et d'
Étiennette de Naplouse

│
├──> 
Hugues d'Ibelin
 († 1170), seigneur de Rama
│    X 
Agnès de Courtenay

│
├──> 
Baudouin d'Ibelin
 († 1187), seigneur de Rama
│    X1) Richilde de Bethsan
│    X2) 1175 Isabelle Gothman († 
1177
)
│    │
│    ├1:> 
Echive d'Ibelin
 († 
1196
)
│    │    X 
Aimery II de Lusignan
, 
roi de Chypre
 et de Jérusalem
│    │
│    ├1:> Stéphanie d'Ibelin 
│    │    X Amaury, vicomte de Naplouse
│    │
│    └2:> 
Thomas d'Ibelin
 († 
1188
), seigneur de Rama
│
├──> 
Balian d'Ibelin (mort en 1193)
, seigneur de Naplouse
│    X 
1167
 
Marie Comnène
 (
1154
 † 
1217
)
│    │
│    ├──> 
Jean d'Ibelin (1179-1236)
 
le Vieux
, seigneur de Beyrouth
│    │    X1) 
1202
 Helvis de Nephim († 
1208
)
│    │    X2) 
1209
 
Mélisende d'Arsouf
 
│    │    │
│    │    ├2:> 
Balian d'Ibelin (mort en 1247)
, seigneur de Beyrouth
│    │    │    X 
1229
 Echive de Montbéliard
│    │    │    │
│    │    │    ├──> 
Hugues d'Ibelin
 († 1254), prince de Galilée
│    │    │    │    X 1252 Marie de Montbéliard
│    │    │    │
│    │    │    ├──> 
Jean d'Ibelin (mort en 1264)
, seigneur de Beyrouth
│    │    │    │     X 
1249
 Alice de la Roche sur l'Ognon
│    │    │    │     │
│    │    │    │     ├──> 
Isabelle d'Ibelin (1252-1282)
, dame de Beyrouth
│    │    │    │     │     X1) 
1265
 
Hugues II de Chypre
 (
1252
 † 
1267
)
│    │    │    │     │     X2) 
1272
 Haymo l'Etrange († 
1273
), seigneur de Beyrouth
│    │    │    │     │     X3) 
1276
 Nicolas d'Aleman († 
1277
)
│    │    │    │     │     X4) 
Guillaume Barlais
 († 
1304
)
│    │    │    │     │
│    │    │    │     └──> 
Echive d'Ibelin
 (
1253
 † 
1312
)
│    │    │    │           X1) 
1274
 
Onfroy de Montfort
 († 
1284
)
│    │    │    │           X2) 
1291
 
Guy de Chypre
 († 
1304
)
│    │    │    │
│    │    │    └──> Isabelle d'Ibelin
│    │    │         X 1250 
Henri 
I
er
 Embriaco
 († 1271), 
seigneur du Gibelet

│    │    │
│    │    ├2:> 
Jean d'Ibelin (1212-1258)
, seigneur d'Arsouf
│    │    │    X 
1236
 Alice de Cayphas
│    │    │    │
│    │    │    ├──> Guy d'Ibelin
│    │    │    │
│    │    │    └──> 
Balian d'Ibelin (1239-1277)
, seigneur d'Arsouf
│    │    │         X1) 
1254
 
Plaisance d'Antioche
 (annulation en 
1258
)
│    │    │         X2) 
1261
 Lucie de Chenechy
│    │    │         │
│    │    │         ├2:> Jean d'Ibelin († 1309)
│    │    │         │    X Isabelle d'Ibelin, fille de Balian, sénéchal de Chypre, et d'Alice de 
Lampron

│    │    │         │    │
│    │    │         │    ├──> Balian d'Ibelin († 1338)
│    │    │         │    │    X Marguerite d'Ibelin, fille de Hugues, et de Maurice Le Tort
│    │    │         │    │    │
│    │    │         │    │    ├──> Philippe d'Ibelin († 1375), assassin du roi 
Pierre 
I
er
 de Chypre
  
│    │    │         │    │    │
│    │    │         │    │    ├──> Guy d'Ibelin († 1367), évêque de Limassol  
│    │    │         │    │    │
│    │    │         │    │    ├──> Thomas d'Ibelin, sénéchal de Chypre
│    │    │         │    │    │
│    │    │         │    │    ├──> Jean d'Ibelin, prêtre
│    │    │         │    │    │
│    │    │         │    │    ├──> Marie d'Ibelin 
│    │    │         │    │    │    X1) 1340 Hugues de Dampierre sur Salon
│    │    │         │    │    │    X2) 1349 Jean d'Ibelin
│    │    │         │    │    │    
│    │    │         │    │    ├──> Simone d'Ibelin
│    │    │         │    │    │    X1) Baudouin de Nores
│    │    │         │    │    │    X2) Jean Babin
│    │    │         │    │    │
│    │    │         │    │    └──> Marguerite d'Ibelin
│    │    │         │    │         X Balian d'Ibelin
│    │    │         │    │
│    │    │         │    ├──> Marguerite d'Ibelin
│    │    │         │    │    X 1323 Balian d'Ibelin
```

```
│    │    │         │    │
│    │    │         │    └──> Lucie d'Ibelin
│    │    │         │         X1) 1332 Baudouin de Milmars
│    │    │         │         X2) 1334 Raymond du Four
│    │    │         │
│    │    │         ├2:> Jeanne d'Ibelin 
│    │    │         │    X Baudouin du Morf, seigneur de Stambole
│    │    │         │
│    │    │         └2:> Nicole d'Ibelin († 1300)
│    │    │              X Thibaut de Bethsan
│    │    │
│    │    ├2:> Hugues d'Ibelin († 1238)
│    │    │
│    │    ├2:> 
Baudouin d'Ibelin
 († 1266)
│    │    │    X 
1230
 Alice de Bethsan
│    │    │    │
│    │    │    ├──> 
Jean d'Ibelin
 († après 1250)
│    │    │    │    X 1247 Isabelle du Rivet
│    │    │    │    │
│    │    │    │    ├──> Gautier d'Ibelin
│    │    │    │    │
│    │    │    │    └──> 
Baudouin d'Ibelin
 († 1313), seigneur de Korakou et de Vitzada
│    │    │    │         X Marguerite du Giblet
│    │    │    │         │
│    │    │    │         └──> 
Isabelle d'Ibelin
 († 1315)
│    │    │    │              X 1303 
Guy d'Ibelin
 († 1308)
│    │    │    │
│    │    │    ├──> 
Philippe d'Ibelin
 († 1304) connétable de Chypre
│    │    │    │    X 1253 Simone de Montbéliard
│    │    │    │    │
│    │    │    │    ├──> 
Balian d'Ibelin
 († 1315)
│    │    │    │    │    X Alice de Lusignan († 1324), fille d'
Hugues III de Chypre

│    │    │    │    │    │
│    │    │    │    │    └──> Jacques d'Ibelin
│    │    │    │    │
│    │    │    │    ├──> Baudouin d'Ibelin
│    │    │    │    │
│    │    │    │    ├──> Guy d'Ibelin
│    │    │    │    │
│    │    │    │    ├──> Hugues d'Ibelin
│    │    │    │    │
│    │    │    │    ├──> Marguerite d'Ibelin
│    │    │    │    │
│    │    │    │    ├──> Helvis d'Ibelin
│    │    │    │    │
│    │    │    │    ├──> Alice d'Ibelin († après 1324)
│    │    │    │    │    X Gautier de Bethsan († 1315)
│    │    │    │    │
│    │    │    │    ├──> Echive d'Ibelin († après 1324)
│    │    │    │    │    X1) 1290 Gautier de Dampierre sur Salon
│    │    │    │    │    X2) Hugues de Lusignan, seigneur de Crusoche
│    │    │    │    │
│    │    │    │    └──> 
Marie d'Ibelin
 († après 1324)
│    │    │    │         X 1290 Guy d'Ibelin
│    │    │    │
│    │    │    ├──> Guy d'Ibelin
│    │    │    │    X Marie d'Arménie
│    │    │    │    │
│    │    │    │    ├──> Thomas d'Ibelin
│    │    │    │    │    X 1290 Zabel de Saravantikar
│    │    │    │    │    │
│    │    │    │    │    ├──> Léon d'Ibelin
│    │    │    │    │    │
│    │    │    │    │    └──> Rita d'Ibelin
│    │    │    │    │
│    │    │    │    └──> Isabelle d'Ibelin († 1306)
│    │    │    │       X Hethoum, seigneur de Korokos
│    │    │    │
│    │    │    ├──> Balian d'Ibelin
│    │    │    │   X Marguerite Visconti
│    │    │    │    │
│    │    │    │    ├──> Philippe d'Ibelin († 1315)
│    │    │    │    │    X Gilette de Chappes
│    │    │    │    │
│    │    │    │    ├──> Jean d'Ibelin († 1318)
│    │    │    │    │
│    │    │    │    └──> Alice d'Ibelin
│    │    │    │
│    │    │    ├──> Hugues d'Ibelin († 1315)
│    │    │    │    X Alice Le Thor
│    │    │    │    │
│    │    │    │    ├──> Baudouin d'Ibelin
│    │    │    │    │
│    │    │    │    ├──> Marie d'Ibelin (1305 † après 1347)
│    │    │    │    │    X Baudouin de Bethsan
│    │    │    │    │
│    │    │    │    └──> Marguerite d'Ibelin
│    │    │    │        X 1320 Balian d'Ibelin
│    │    │    │
│    │    │    └──> Mélisende d'Ibelin (morte jeune)
│    │    │
│    │    ├2:> 
Guy d'Ibelin
 connétable de Chypre
│    │    │    X 
Philippa Barlais

│    │    │    │
│    │    │    ├──> 
Baudouin d'Ibelin
 († 1286), connétable de Chypre
│    │    │    │
│    │    │    ├──> Jean d'Ibelin († 1277)
│    │    │    │
│    │    │    ├──> Aimery d'Ibelin
│    │    │    │
│    │    │    ├──> 
Balian d'Ibelin (1240-1302)
, sénéchal de Chypre
│    │    │    │    X Alice de Lampron 
│    │    │    │    │
│    │    │    │    ├──> 
Guy d'Ibelin
, sénéchal de Chypre
│    │    │    │    │    X Isabelle d'Ibelin, fille de Baudouin d'Ibelin et de Marguerite de Giblet
│    │    │    │    │    │
│    │    │    │    │    └──> 
Alice d'Ibelin

│    │    │    │    │         X 
Hugues IV de Chypre

│    │    │    │    │
│    │    │    │    ├──> Marie d'Ibelin
│    │    │    │    │    X1) 1299 Roupen de Montfort (+ 1313)
│    │    │    │    │    X2) N du Plessis
│    │    │    │    │
│    │    │    │    └──> Isabelle d'Ibelin
│    │    │    │         X Jean d'Ibelin
│    │    │    │
│    │    │    ├──> 
Philippe d'Ibelin
 (1253 † 1318) sénéchal de Chypre
│    │    │    │    X1) 1280 Marie de Hanousse
│    │    │    │    X2) 1295 
Marie Embriaco
 († 1331), 
dame du Gibelet

│    │    │    │    │
│    │    │    │    ├──> Jean d'Ibelin (1302 † après 1317)
│    │    │    │    │
│    │    │    │    ├──> 
Guy d'Ibelin
, sénéchal de Chypre († ap. 1350)
│    │    │    │    │    X Marguerite d'Ibelin
│    │    │    │    │    │
│    │    │    │    │    ├──> Jean d'Ibelin, sénéchal de Chypre
│    │    │    │    │    │
│    │    │    │    │    ├──> Alice d'Ibelin
│    │    │    │    │    │    X 1350 Jean de Lusignan, régent de Chypre († 1375)
│    │    │    │    │    │
│    │    │    │    │    └──> Marguerite d'Ibelin
│    │    │    │    │
│    │    │    │    ├──> Balian d'Ibelin († 1349)
│    │    │    │    │    X 1323 Marguerite d'Ibelin, fille de Jean d'Ibelin et d'Isabelle d'Ibelin
│    │    │    │    │
│    │    │    │    ├──> Isabelle d'Ibelin (1300 † après 1342)
│    │    │    │    │    X1) 
Fernand de Majorque
, prince d'Achaïe († 1316)
│    │    │    │    │    X2) 1320 Hugues d'Ibelin
│    │    │    │    │
│    │    │    │    └──> Helvis d'Ibelin (1307 † après 1347)
│    │    │    │         X 1324 Henri, duc de Brunswick-Grubenhagn († 1351)
│    │    │    │
│    │    │    ├──> 
Isabelle d'Ibelin
 (1241 † 1324)
│    │    │    │    X 1255 
Hugues III de Chypre

│    │    │    │
│    │    │    ├──> Alice d'Ibelin
│    │    │    │    X 1270/5 Eudes de Dampierre sur Salon
│    │    │    │
│    │    │    ├──> Echive d'Ibelin, nonne
│    │    │    │
│    │    │    ├──> Mélisende d'Ibelin
│    │    │    │
│    │    │    └──> Marie d'Ibelin
│    │    │
│    │    └2:> Isabelle d'Ibelin, nonne
│    │
│    ├──> 
Philippe d'Ibelin
 († 
1227
) régent de Chypre
│    │    X1) Marie de Korokos
│    │    X2) 
1208
 Alix de Montbéliard
```

```
│    │    │
│    │    └2:> 
Jean d'Ibelin
 († 
1266
), comte de Jaffa et d'Ascalon, bailli de Jérusalem
│    │         X 
1237
 Marie de Barba'ron (
1220
 † 
1263
)
│    │         │
│    │         ├──> 
Jacques d'Ibelin
 († 
1276
) comte de Jaffa
│    │         │    X Marie de Montbéliard
│    │         │
│    │         ├──> Philippe d'Ibelin († après 1263)
│    │         │
│    │         ├──> 
Guy d'Ibelin
 († 
1304
) comte de Jaffa
│    │         │    X 
Marie d'Ibelin
, fille de Philippe d'Ibelin et de Simone de Montbéliard
│    │         │    │
│    │         │    ├──> Philippe d'Ibelin († 1316)
│    │         │    │    │
│    │         │    │    └──> Hugues d'Ibelin, justicier de Sicile, vivant en 1355
│    │         │    │
│    │         │    ├──> Hugues d'Ibelin († 1349), sénéchal de Chypre
│    │         │    │    X 1320 Isabelle d'Ibelin († après 1342), fille de 
Philippe d'Ibelin
 et de Marguerite du Giblet
│    │         │    │    │
│    │         │    │    ├──> Balian d'Ibelin († 1352)
│    │         │    │    │
│    │         │    │    └──> Guy d'Ibelin († 1363)
│    │         │    │        │
│    │         │    │        ├──> Balian d'Ibelin
│    │         │    │        │    X 1352 Marguerite d'Ibelin, fille de Balian et de Marguerite d'Ibelin
│    │         │    │        │
│    │         │    │        ├──> Jean d'Ibelin († 1375)
│    │         │    │        │
│    │         │    │        └──> Marie d'Ibelin
│    │         │    │             X 1358 Rénier Le Petit
│    │         │    │
│    │         │    ├──> Balian d'Ibelin
│    │         │    │    X1) 1322 Jeannette de Montfort († 1325)
│    │         │    │    X2) 1325 Marguerite du Four
│    │         │    │
│    │         │    └──> 
Marie d'Ibelin
 (
1294
 † 
1318
)
│    │         │         X 1308 
Hugues IV de Chypre
 († 
1359
)
│    │         │
│    │         ├──> Jean d'Ibelin
│    │         │
│    │         ├──> Hethoum d'Ibelin
│    │         │
│    │         ├──> Oshin d'Ibelin
│    │         │
│    │         ├──> Marguerite d'Ibelin († après 1319) abbesse à Nicosie
│    │         │
│    │         ├──> Isabelle d'Ibelin († après 1298)
│    │         │    X 1270 Smbat de Saravantikar († après 1298)
│    │         │
│    │         └──> Marie d'Ibelin († après 1298)
│    │              X1) 1269 Vahram de Hanouse († 1270)
│    │              X1) Gregorios Tardif († après 1298)
│    │
│    ├──> 
Helvis d'Ibelin
 († 1216)
│    │    X1) 
Renaud de Sidon
, 
seigneur de Sidon
 († 
1202
)
│    │    X2) 
Guy de Montfort
 († 1228), 
seigneur de Castres

│    │
│    └──> Marguerite d'Ibelin
│         X1) 
Hugues II de Saint-Omer
 († 1204), 
prince de Galilée

│         X2) 
Gautier Brisebarre
 († 1229), 
seigneur de Césarée

│
├──> Ermengearde d'Ibelin († 1160/67)
│    X) 
Elinard de Bures
, 
prince de Galilée

│
└──> Stéphanie d'Ibelin
```